# Tom Pouce (bande dessinée)
Pour les articles homonymes, voir Poes et Tom Pouce (homonymie).
Tom Pouce (néerlandais : Tom Poes) est une série de bande dessinée créée par le Néerlandais Marten Toonder avec l'aide de son frère Jan-Gerhard Toonder au scénario et publiée dans la presse néerlandaise de 1941 à 1986. Extrêmement populaire aux Pays-Bas où elle est considérée comme un des grands classiques de la bande dessinée tout public, cette série qualifiée par Patrick Gaumer d'un « des incontournables chefs-d'œuvre du 9e art » a été traduite dans de nombreuses langues, dont le français. Elle a fait l'objet d'une reprise en 2016.
Cette bande dessinée animalière humoristique met en scène le chat Tom Pouce et son ami Olivier B. Bommel (en) — dit monsieur Bommel —, ours noble qui devient rapidement plus populaire auprès des lecteurs que Tom Pouce et est souvent considéré comme le véritable héros de la série. Aux Pays-Bas, la série est ainsi également connue sous le nom Bommelsaga (« Saga de Bommel »). 

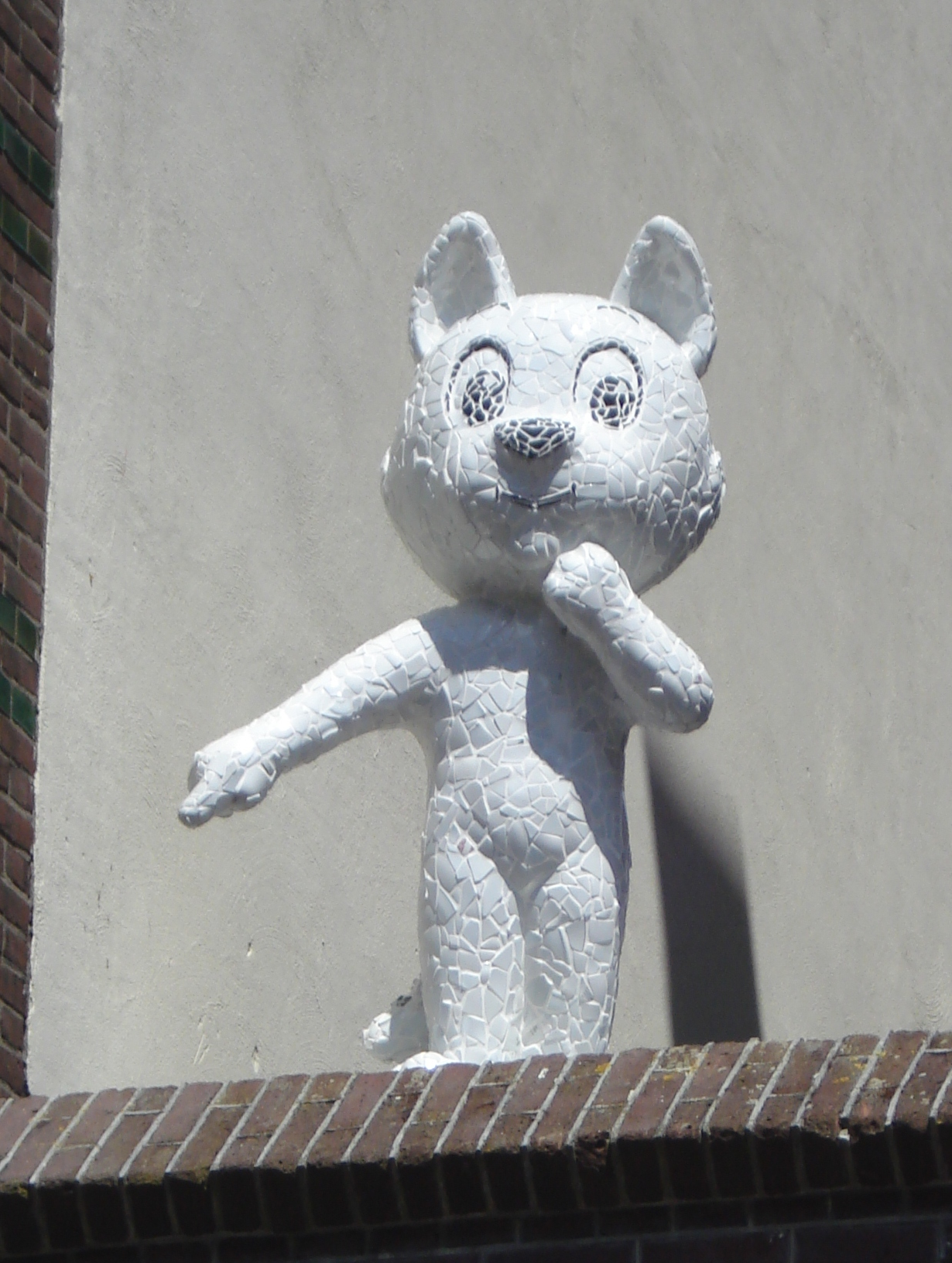
Sculpture de Tom Pouce à Rotterdam.

Tom Pouce a d'abord été publié de mars 1941 à novembre 1944 dans De Telegraaf sous forme de strip quotidien où le texte figurait sous les images (text comics (en)). Interrompue à la libération, la publication du comic strip reprend en mars 1947, dans Nieuwe Rotterdams(ch)e Courant (devenu en 1970 NRC Handelsblad) et de Volkskrant ; il est dès lors publié sans interruption dans de nombreux journaux du pays jusqu'à la fin du dernier épisode le 20 janvier 1986. En tout, 177 histoires sont publiées.
Le succès du comic strip avait conduit Tonder à créer un studio dès 1942. Après le premier arrêt du comic strip en 1944, il décide de créer des histoires plus longues et plus modernes (avec texte dans des phylactères). La première de ces histoires est publiée dans l'hebdomadaire Ons Vrij Nederland en septembre 1945. Par la suite, le principal support pour la parution des histoires au format magazine est le périodique Donald Duck, dans lequel un total de 77 récits sont publiés entre 1955 et 1984.